# Predrag Vranicki
Predrag Vranicki (Benkovac, 21 gennaio 1922 – 31 gennaio 2002) è stato un filosofo marxista croato.
Negli anni sessanta fu membro della Praxis school in Jugoslavia.

## Vita
Vranicki nacque nel 1922, a Benkovac, Croazia. Durante la Seconda guerra mondiale combatté con l'Esercito di Liberazione Nazionale contro i fascisti che avevano occupato la Jugoslavia. Ottenne un diploma in filosofia dall'Università di Zagabria nel 1947 e il suo PhD dall'Università di Belgrado nel 1951. Dal 1964 al 1966 fu decano della Facoltà di Filosofia di Zagabria e rettore dell'Università dal 1972 al 1976. Vranicki divenne presidente della Società Filosofica Jugoslava nel 1966 e nel 1973 venne eletto membro dell'Accademia Croata di Scienze ed Arti.
Quando il giornale dissidente Praxis ebbe luce 1965 Vranicki si unì al suo direttivo.

## Tesi dell'autore
Nel 1968 al Congresso Internazionale della Filosofia di Vienna l'autore criticò l'atteggiamento dei marxisti al suo tempo. Vranicki come Gajo Petrovic rifiutava lo stalinismo non solo come pratica politica di stampo terroristico, ma anche come schema di tipo filosofico. Lo scopo dell'autore è un recupero del marxismo puro ponendolo in contrapposizione allo stalinismo.
Vranicki propone uno sviluppo pluralistico della filosofia marxista, uno sviluppo che ricominci a costruire la cultura marxista dalle basi, eliminando l'apporto dello stalinismo come teoria marxista monolitica antidemocratica.

## Opere maggiori
L'opera dell'autore si focalizzò in particolare su umanesimo, storia e libertà politica. Le sue opere maggiori sono:
- Dialectical and Historical Materialism (1958)
- Storia del Marxismo (1961, 3 volumi, distribuito in Italia da Editori Riuniti)
- L'uomo e la Storia (1968, distribuito in Italia da Silva)
- Da Marx a Lenin (1971, distribuito in Italia da Editori Riuniti)
- Dalla Terza Internazionale ai Giorni Nostri (1972, distribuito in Italia da Editori Riuniti)
- Marxism and Socialism (1979)
- Philosophical Studies (1979)
- The Socialist Alternative (1982)
- Philosophy of History (1988)